# Legión austro-húngara
La legión austro-húngara o Cuerpo Imperial de Voluntarios de Austria-Hungría (19 de octubre de 1864 -6 de diciembre de 1866), fue un cuerpo militar de apoyo a Maximiliano I de México, pero independiente del Ejército Francés, a diferencia de la Legión de Voluntarios Belgas que sí estaba integrada a las tropas francesas. El Cuerpo Imperial de Voluntarios de Austria-Hungría fue formado a raíz de la petición que el ya entonces emperador de México, Maximiliano I, hiciera a su hermano Francisco José I de Austria .
Como comandante general de la misma fue designado el conde Franz von Thun-Hohenstein.

## Diversidad de nacionalidades
La Legión estaba conformada aproximadamente de 7000 efectivos llegados principalmente de Austria y Hungría aunque también en menor medida de otros pueblos integrantes del Imperio austrohúngaro (checos, eslovenos, italianos, croatas, polacos y otros), además de alrededor 1500 efectivos de la Legión de Voluntarios Belgas (flamencos y valones) .

## Laaventura mexicana
El Cuerpo de Voluntarios de Austria-Hungría arribó gradualmente a México a principios de enero de 1865, y su misión inicial era la de ser la brigada personal de protección de la pareja imperial; sin embargo, a su llegada esta función ya la desempeñaba un grupo especial de zuavos franceses.
En vista de la complejidad de la inestabilidad del país, se les asignó la tarea de sofocar las rebeliones de grupos armados liberales en contra del Segundo Imperio Mexicano. Establecieron su cuartel general en la ciudad de Puebla, de donde partieron sus expediciones a diferentes partes del país, siendo quizás la más importante, la invasión a la Sierra Norte de Puebla en 1865, ocupación que duró más de siete meses.
De esta última se desprendió una épica rivalidad con el 6.º Batallón de la Guardia Nacional mexicana dirigido por "Los 3 Juanes de Sierra Norte de Puebla", quienes tenían sus bases de operaciones en lo más intrincado de la montaña: Xochiapulco y Tetela de Ocampo, posiciones que atacaron desde su campamento ubicado en Zongozotla. Las plazas republicanas finalmente cayeron, haciendo prisionero a Juan N. Méndez.
Tras un breve armisticio, las hostilidades se reanudaron cuando los pobladores de la región, al mando de Juan Francisco Lucas y Juan Crisóstomo Bonilla, hostigaron a los europeos por medio de una tenaz Guerra de guerrillas, y después de meses de acciones bélicas, los serranos lograron expulsarlos de su territorio. 
Además de las batallas libradas en el norte de Puebla, los voluntarios austrrohúngaros participaron en otras acciones beligrantes como: Batalla de Tacámbaro, Batalla de la Loma, Batalla de Bagdad (México), Batalla de Santa Gertrudis, Batalla de Juchitán, Batalla de la Carbonera.

## Disolución y regreso a Europa
Aunque esta legión combatía en apoyo al Segundo Imperio Mexicano, siempre trató de mantenerse como unidad completamente independiente del ejército francés, el cual por ello los marginó de cualquier reconocimiento, condecoración o ascenso, a pesar de sus destacadas hazañas en acciones bélicas, a diferencia de lo que sucedió con el Jefe del Cuerpo de Voluntarios Belgas, el barón Van der Smissen, quien fue altamente celebrado por los oficiales franceses . Tal situación provocó fuertes diferencias entre el General Franz Graf von Thun y el Marshal François Achille Bazaine e incluso con el mismo emperador Maximiliano de Habsburgo.
El Cuerpo Imperial de Voluntarios de Austria-Hungría rechazó el deseo de Maximiliano de Habsburgo integrarse en un solo Ejército Imperial Mexicano con las tropas conservadoras mexicanas. Ante tal negativa, Maximiliano I determinó la disolución del Cuerpo austrohúngaro el 6 de diciembre de 1866. Aunado a esto, los acontecimientos que amenazaban al Segundo Imperio francés tras los adversos resultados bélicos y la presión de los Estados Unidos de América hacia Napoleón III, precipitaron el retorno del Cuerpo de Voluntarios a Europa junto a las tropas francesas. De los 6812 soldados que componían inicialmente el Cuerpo de Voluntarios sólo 3428 retornaron de México.
La mayoría de los efectivos disueltos regresaron decepcionados, aunque algunos participarían en la guerra de las Siete Semanas de 1867 y la guerra franco-prusiana de 1870, que culminaría con la batalla de Sedán.

## Miscelánea
Adoptaron a la Virgen de Guadalupe como insignia protectora y de condecoración de guerra.
De los aproximadamente 7000 miembros iniciales del Cuerpo de Voluntarios de Austria-Hungría sólo 1511 regresaron a casa en un tiempo relativamente corto. Algunos de los sobrevivientes se quedaron a radicar temporal o definitivamente en México , .
Su participación en la Segunda Intervención Francesa en México ha sido históricamente desestimada e ignorada, en este sentido hay una gran área de oportunidad para una investigación que se base en la recopilación documental, oral y gráfica, que esta dispersa en diferentes lenguas de México y Europa.
Paul Bernnart, Manussi Karl von Montesole, Anton Weinhara, Edmund Graf Wickenburg, Fritz Reichsgraf Wolff-Metternich zur Gracht, son solo algunos de los nombres de los comandantes de este cuerpo militar.